# Berta poppaea
Berta poppaea là một loài bướm đêm trong họ Geometridae.